# Titanacris olfersii
Titanacris olfersii är en insektsart som först beskrevs av Hermann Burmeister 1838.  Titanacris olfersii ingår i släktet Titanacris och familjen Romaleidae. Inga underarter finns listade i Catalogue of Life.